# Herbert al III-lea de Meaux
Herbert (n. cca. 950–d. 995) (supranumit "cel Tânăr") a fost conte de Troyes și de Meaux.
Herbert a fost fiul contelui Robert de Vermandois cu Adelaida Werra, fiică a ducelui Gilbert de Burgundia. El aparținea astfel dinastiei Herbertiene, o ramură ilegitimă a Carolingienilor.
Herbert a moștenit domeniile tatălui său în 966 și pe cele ale unchiului său, Herbert al III-lea de Omois în 984. El a fost un partizan și susținător al regelui Lothar al Franței, pe care l-a urmat în operațiunea de cucerire a Lorenei, după care i-a fost plasat sub supraveghere contele Godefroi I de Verdun. După moartea urmașului lui Lothar, Ludovic al V-lea, în 987, Herbert s-a aliat cu contele Odo I de Blois în a-i acorda sprijinul ducelui Carol de Lotharingia, probabil cumnat al său.
Numele soției lui Herbert nu este cunoscut. Fiul și moștenitorul său a fost Ștefan I de Vermandois.